# Marbach (Hüller Bach)
Der Marbach, in historischer Schreibweise Maarbach, ist ein Fließgewässer in Bochum. Er ist der knapp neun Kilometer lange, südliche und linke Quellbach des Hüller Bachs. Er wird von manchen auch als Oberlauf des Hüller Bachs angesehen.

## Geographie

### Verlauf
Der Marbach entspringt im Bochumer Stadtteil Weitmar und fließt Richtung Norden durch das Wiesental. Im Bereich von Ehrenfeld und Stahlhausen ist der Bach jeweils für etwa einen Kilometer verrohrt, durchquert anschließend Hamme. Er vereinigt sich schließlich mit dem Hofsteder Bach zum Hüller Bach.

### Zuflüsse
- Diebergbach[4] (rechts)

## Renaturierung
Im Jahre 1908 erwarb die Emschergenossenschaft Grundstücke, um den Bach zu regulieren. Um den Marbach und somit die Emscher von Schmutz zu entlasten, wurden im Rahmen des Projekts Umbau des Emschersystems Rohrleitungen für die Aufnahme der Abwässer verlegt. Aufgrund dieser Arbeiten führte der Marbach zwischenzeitlich kein oder nur sehr wenig Wasser. Die gebauten Pumpwerke pumpen das nicht-klärpflichtige Wasser aus den Stauraumkanälen und aus dem Regenwasserkanal in den seit Ende 2021 abwasserfreien Hüller Bach, während das Abwasser aus den Stauraum- und Abwasserkanälen in den großen Abwasserkanal Emscher geleitet werden.
Am Flussbett des Marbachs bei Goldhamme befindet sich auch der Standort einer großen Schlacke-Deponie von ThyssenKrupp. Die Deponie Marbach soll nun wieder in Betrieb genommen werden.